# Emmanuel de Rohan-Polduc
Emmanuel de Rohan-Polduc (* 18. April 1725 im spanischen Exil in der Region Mancha; † 14. Juli 1797 in Valletta auf Malta) entstammt der wohlhabenden und einflussreichen Adelsfamilie Rohan in Frankreich (siehe auch hierzu die Stammliste der Rohan) und war vom 12. November 1775 bis zu seinem Tod im Jahre 1797 der 70. Großmeister des Malteserordens.

## Leben
Emmanuel de Rohan war eine andere Art von Mensch als sein im Volk unbeliebter Vorgänger Francisco Ximenes de Texada. Er tat sein Bestes, um die Grundsätze und die Lehren des Ordens durchzusetzen. Aber es war zu spät, der Niedergang des Ordens hatte bereits begonnen und konnte nicht gestoppt werden. Die Ritter entstammten einer neuen Generation und hatten ihre klösterlichen Gelübde und die Gelübde der Armut längst vergessen. Das Osmanische Reich war auf dem Rückzug und die ursprüngliche Aufgabe des Ordens war überflüssig geworden. Zwischenfälle zwischen den Ordensrittern und der maltesischen Bevölkerung waren an der Tagesordnung. Dies war eine Zeit des Verfalls des Ordens. 
Während seiner Herrschaft tat  Rohan sein Bestes, um den Orden zu bewahren und für das Wohlergehen des maltesischen Volkes; kein Wunder also, dass nach seinem Tod die Verzweiflung über die Insel kam.
Zur Wiederauffüllung der dezimierten Schatzkammer erfolgte der Verkauf der Schiffe an die Könige von Neapel und Spanien. Die Schiffe des Ordens waren prächtig, schön und majestätisch, aber nicht mehr zeitgemäß.
Nach der Französischen Revolution wurde der Orden seiner Immobilien in Frankreich beraubt.  
Während seiner Herrschaft wurde Fort Tigné gebaut, und der Turm St. Lucian sowie die Batterie wurden modernisiert. Später wurde der Turm in Fort Rohan umbenannt. 
Rohan war Autor der Code de Rohan, eines neuen Gesetzbuches, das 1782 in zwei Bänden erschienen ist. 
Rohan verlieh 1777 dem Dorf Żebbuġ die Stadtrechte und gab dieser den Namen Città Rohan. Zum Gedenken an dieses Ereignis erbaute die Bevölkerung von Żebbuġ am Ortseingang einen Torbogen, der den Namen Il-Bieb il-Gdid (Neues Tor) erhielt.